# Rettenberg (Bawaria)
Rettenberg – miejscowość i gmina w południowych Niemczech, w kraju związkowym Bawaria, w rejencji Szwabia, w regionie Allgäu, w powiecie Oberallgäu. Leży w Allgäu, około 7 km na północ od Sonthofen.

## Dzielnice
- Vorderburg
- Kranzegg
- Wagneritz
- Weiher
- Greggenhofen
- Freidorf
- Untermaiselstein
- Rottach
- Kalchenbach

## Demografia
| Rok  | Liczba mieszk. |
| ---- | -------------- |
| 1970 | 2 746          |
| 1987 | 3 122          |
| 2000 | 3 879          |

## Polityka
Wójtem gminy jest Oliver Kunz, jego poprzednikiem był Josef Kirchmann. W radzie gminy zasiada 16 osób.
|      | CSU | Zieloni | Freie Wählerschaft | Freie Wählergruppe | Freie Wähler | Unabhängige Wählergruppe | Razem |
| 2008 | 3   | 2       | 5                  | 2                  | 2            | 2                        | 16    |
| 2002 | 4   | 1       | 4                  | 3                  | 3            | 1                        | 16    |

### Współpraca
Miejscowość partnerska:
- Wiesau, Bawaria